# Carretera de Nebraska 85
La Carretera de Nebraska 85, y abreviada NE 85 (en inglés: Nebraska Highway 85) es una carretera estatal estadounidense ubicada en el estado de Nebraska. La carretera inicia en el Sur desde la NE 370  en Papillion hacia el Norte en la US 275  , NE 92  en Omaha y Ralston. La carretera tiene una longitud de 8,1 km (5.01 mi).

## Mantenimiento
Al igual que las autopistas interestatales, y las rutas federales y el resto de carreteras estatales, la Carretera de Nebraska 85 es administrada y mantenida por el Departamento de Carreteras de Nebraska por sus siglas en inglés NDOR.